# Kaninjägaren
Kaninjägaren är en kriminalroman av Lars Kepler som utkom 2016 på Albert Bonniers förlag. Den är Lars Keplers sjätte bok om kommissarie Joona Linna. Kaninjägaren hamnade 2016 på årstopplistans första plats över årets mest sålda skönlitterära böcker, på tredje plats över årets mest sålda E-böcker, på fjärde och nionde plats över årets mest sålda ljudböcker samt 2017 på årstopplistans andra plats över årets mest sålda skönlitterära böcker.

## Handling
När boken börjar har kommissarie Joona Linna suttit två år på den slutna anstalten Kumla efter händelserna i den förra boken Stalker, men polisen behöver hans hjälp efter mordet på Sveriges utrikesminister. Joona släpps fri och påbörjar tillsammans med Saga Bauer jakten på en gåtfull seriemördare som kallar sig själv Kaninjägaren. I centrum av händelserna står tevekocken Rex Müller och hans son Sammy.